# Hans-Jörg Georgi
Hans-Jörg Georgi (* 1949 in Frankfurt am Main) ist ein deutscher Objektkünstler und seit 2001 Mitglied des Ateliers Goldstein in Frankfurt-Sachsenhausen. Seine Objekte zählen zur Kunstrichtung der Art Brut beziehungsweise der Outsider-Art. Beide Kunstbegriffe sind jedoch teilweise umstritten.

## Leben und Werk
Georgi erkrankte als Jugendlicher an Kinderlähmung und musste mehrere Jahre in Krankenhäusern verbringen. Da seine Krankheit falsch behandelt wurde, ist er auf einen Rollstuhl angewiesen. Sein Arbeitsleben verbrachte Georgi in mehreren Behindertenwohnheimen, wo er aus Kartons Schober für Kataloge herstellte und Etiketten klebte. Aus den in den Werkstätten übrig gebliebenen Kartonresten erstellte er dreidimensionale Flugzeugobjekte mit organischen Formen. Da die Wohnheime die Bedeutung seiner Kunstwerke nicht erkannten, wurden diese vom Personal meist weggeräumt oder entsorgt.
Die Gründerin des Ateliers Goldstein, Christiane Cuticchio, erkannte 1999 sein künstlerisches Potenzial und bot ihm eine Mitarbeit an. Seit 2001 ist Georgi Mitglied des Ateliers. Dort bildet er aus Pappestücken und einer Heißklebepistole eine Flotte aus inzwischen hunderten metergroßen futuristischen Flugzeugobjekten mit organischen, oft anthropomorphen Formen, die aus mehreren hundert Teilen bestehen können und oft gigantischen Städten oder Kreuzfahrtschiffen ähneln. Die endgültige Form der utopischen Flugmaschinen, die er aus seiner Fantasie ohne Bauanleitung fertigt, entsteht oftmals erst im Verlauf des künstlerischen Entstehungsprozesses. Diese sollen nach seiner Vorstellung umweltfreundlich mit Solarenergie oder Wasserstoff betrieben werden, haben Platz für bis zu 100.00 Passagiere und stellen für Georgi eine Vermischung von Mensch und Technik dar; als eine Art Arche Noah sollen seine Flugobjekte das Überleben der Menschheit sichern. Georgi erstellt auch Zeichnungen von Flugzeugen und anderen Objekte, die aber nicht veröffentlicht werden.

## Einzel- und Gruppenausstellungen (Auswahl)
- 2003: Atelier Goldstein, Altes Hauptzollamt, Altes Hauptzollamt, Frankfurt am Main
- 2004: WENN FEUER DANN RAUCH, Kunstverein Nürnberg
- 2004: Hans-Jörg Georgi, Galluszentrum, Frankfurt am Main
- 2004 Ich will dass du mir glaubst!, 9. Triennale für Kleinplastik, Alte Kelter, Fellbach
- 2006: Fundort im Skulpturengarten, Alte Fabrik Sachsenhausen, Frankfurt am Main
- 2006; badegäste, Stadtbad Oderberger Straße, Berlin
- 2006: INTERCHANGE, Römerhalle, Frankfurt am Main
- 2006: ArtSpace Frankfurt in der Galerie Erhard Witzel, Wiesbaden
- 2007: Künstler aus dem Atelier Goldstein, Museum Schloss Burgk, Burgk an der Saale
- 2007: Hans-Jörg Georgi, Galerie Erhard Witzel, Wiesbaden
- 2007: Schets of Schim. Over architectuur en intuitie, Museum Dr. Guislain, Gent (Belgien)
- 2008: Atelier Goldstein im Kleisthaus, Kleisthaus, Berlin
- 2008: Heterotopia, Arbeiten von Willem van Genk und Anderen, Deutsches Architekturmuseum DAM, Frankfurt am Main
- 2008: Nasen Riechen Tulpen, Museum Würth, Künzelsau
- 2008: Musik!, Mad Musée, Liège (Belgien)
- 2008: Illusion und Konsequenz, Trabant, Heike&Toni. Das mobile Museumsshop-Projekt, Kunsthalle Mainz
- 2009: Modellstück, Arp Museum, Bahnhof Rolandseck
- 2009: WAHNSINN!, -take off und Sammlung Prinzhorn, Marburger Kunstverein, Marburg
- 2011: Museum of Everything, Exhibition #4, Selfridges, London
- 2014: Institut für Bienenzucht #1, Ackerstraße, Düsseldorf
- 2014: Collection ABCD – Bruno Decharme, La Maison Rouge, Paris
- 2015: Art Brut Live, Dox, Prag
- 2015: Elevations, Chateau de Hauterives, Hauterives
- 2015: Flugzeuge, Luftmuseum Amberg[4]
- 2016: Sauver le monde ?, Musée art & marges, Brüssel
- 2016: NO22 Das Blöde Böse, Goldstein Galerie, Frankfurt am Main
- 2017: Schweben Fliegen Fallen, Der Menschheitstraum in Visionen der Kunst, Kloster Bad Schussenried
- 2017: The Museum of Everything, MONA, Hobart
- 2018: Summer Exhibition, Royal Academy of Arts, London
- 2018: L´envol, La Maison Rouge, Paris
- 2018: Königsklasse IV, Pinakothek der Moderne / Schloss Herrenchiemsee
- 2019: Königsklasse IV, Pinakothek der Moderne / Schloss Herrenchiemsee
- 2020: NO20–39 SummaSummarum, Goldstein Galerie, Frankfurt am Main
- 2022: Traverser la nuit, Works From the Antoine de Galbert Collection, Museu de Arte, Arquitetura e Tecnologia (MAAT), Lissabon
- 2022: documenta fifteen, In Kooperation mit Project Art Works, documenta fifteen, Kassel
- 2022: Städtische Galerie im Lenbachhaus München[5]
- 2022: Noah’s Planes, Galerie Christian Berst in Paris[6][7]
- 2025: Art Brut. In der Intimität einer Sammlung. Schenkung Decharme für das Centre Pompidou, Grand Palais, Paris